# Cornedo all'Isarco

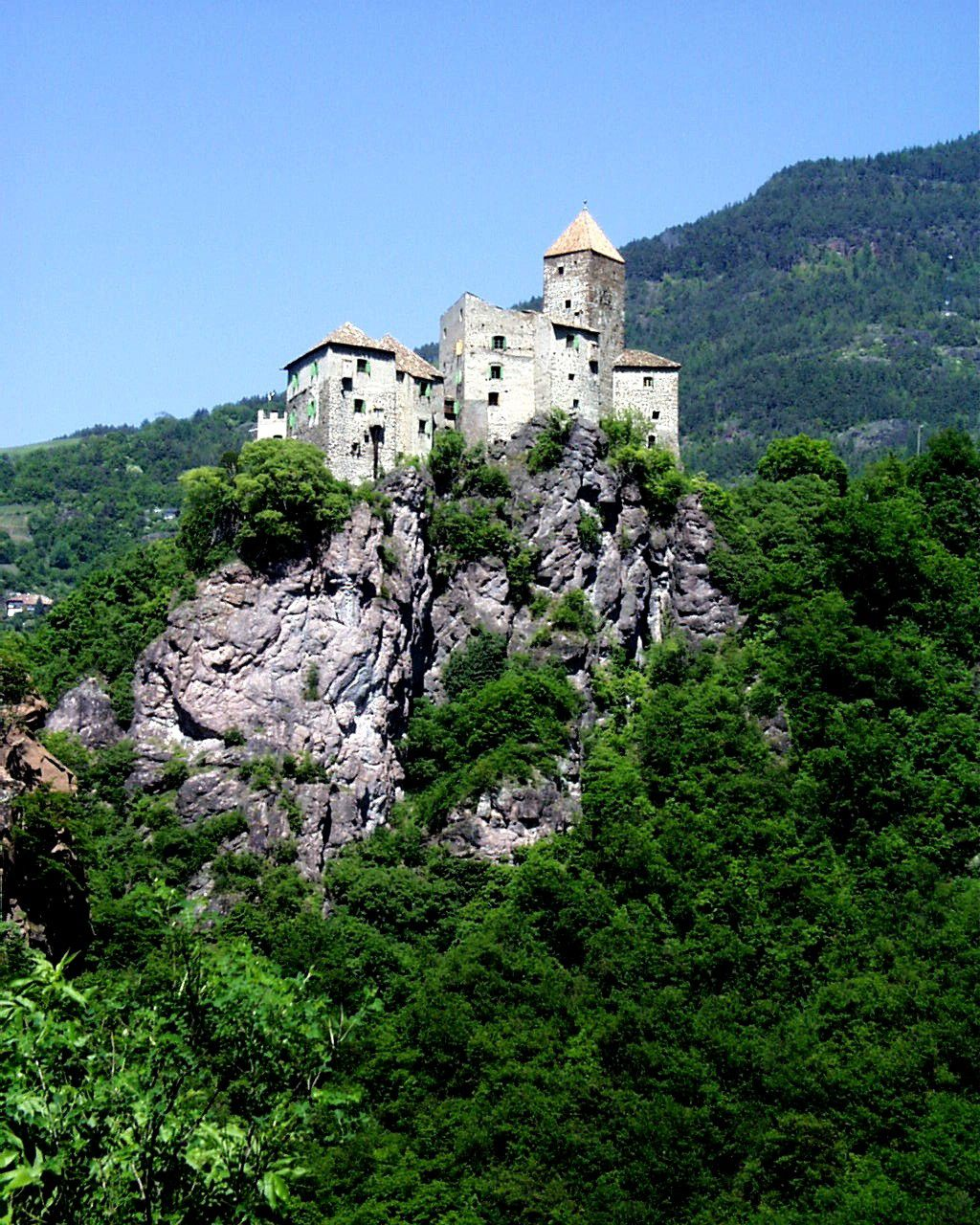
Lâu đài tại đô thị này

Karneid (Cornedo) tiếng Ý: Cornedo all'Isarco; tiếng Đức: Karneid; Archaic (1142 CN): Cornedo; Archaic (1170 CN): Corneit, Curneit, Curneid, Cormeit; Latin: Cornus) là một đô thị ở tỉnh Bolzano-Bozen trong vùng Trentino-Alto Adige/Südtirol của Ý, có vị trí cách khoảng 50 km về phía đông bắc của thành phố Trento và khoảng 4 km east of thành phố Bolzano (de. Bozen). Tại thời điểm ngày 31 tháng 12 năm 2004, đô thị này có dân số 3.213 người và diện tích là 40,4 km².
Đô thị Karneid (Cornedo) có các frazioni (các đơn vị cấp dưới, chủ yếu là các làng) Breien (Briè), Kardaun (Cardano), Collepietra, Prato all'Isarco, và San Valentino in Campo.
Karneid giáp các đô thị: Bolzano, Völs am Schlern (Fiè allo Sciliar), Welschnofen (Nova Levante), Deutschnofen (Nova Ponente), Ritten (Renon), và Tiers (Tires).